# The Fight for Life
The Fight for Life é um filme norte-americano de 1940, do gênero documentário, dirigido por Pare Lorentz e estrelado por Myron McCormick e Storrs Haynes.
The Fight for Life é um docudrama que presta homenagem ao Chicago Maternity Center, hospital de Chicago dedicado às mães pobres. O filme utiliza vários atores de renome do teatro de Nova Iorque nas sequências dramatizadas.
O filme recebeu uma indicação ao Oscar, pela sua trilha sonora.

## Sinopse
As sequências dramáticas vão do trágico -- a mulher que morre ao dar à luz, na cena de abertura --, ao triunfante -- a mãe resgatada à beira da morte em um edifício condenado.

## Premiações
| Patrocinador                                  | Prêmio | Categoria                     | Situação |
| --------------------------------------------- | ------ | ----------------------------- | -------- |
| Academia de Artes e Ciências Cinematográficas | Oscar  | Melhor Trilha Sonora Original | Indicado |

## Elenco
| Ator/Atriz      | Personagem        |
| --------------- | ----------------- |
| Myron McCormick | Médico interno    |
| Storrs Haynes   | Professor         |
| Will Geer       | Segundo professor |
| Dudley Digges   | Médico Chefe      |
| Dorothy Adams   | Mulher jovem      |
| Dorothy Urban   | Avó               |
| Effie Anderson  | Recepcionista     |